# Francesco Colonna di Sciarra, I principe di Carbognano
, I principe di Carbognano, noto anche come Francesco Colonna di Sciarra, II principe di Palestrina sino al 1630 (Roma, 1571 – Roma, 11 dicembre 1636), è stato un nobile italiano.

## Biografia
Francesco nacque a Roma da Giulio Cesare Colonna e Artemisia Orsini di Pitigliano.
Suo padre Giulio Cesare, creato nel 1571 principe sul feudo di Palestrina, feudo storico della sua famiglia, alla sua morte nel 1580 lo lasciò erede di vasti possedimenti e di questo titolo. Cercò da subito di far fruttare operosamente sia i beni ricevuti in eredità, sia i fruttuosi legami della sua famiglia con la società aristocratica romana dell'epoca: nel 1580 vendette il feudo di Castelnuovo alla Camera Apostolica e nel 1601 si accordò con sua cugina Giulia Colonna, incamerando parte dei di lei feudi.
Carico di debiti causati anche dal vizio del gioco d'azzardo, nel 1627, decise di vendere alla potente famiglia dei Barberini i suoi feudi di Palestrina, Corcollo e Mezza Selva con l'annesso titolo di principe, dal momento che papa Urbano VIII, avvezzo nepotista, era alla ricerca di un modo facile per nobilitare ed arricchire ulteriormente i suoi nipoti inseriti nella corte romana. Nel contempo, Francesco chiese di poter spostare il titolo principesco della sua famiglia sul feudo di Carbognano e ne ottenne il permesso il 15 gennaio 1630. Da quel momento in poi tutti i suoi discendenti primogeniti porteranno il titolo di principe di Carbognano, mentre per quattro generazioni il titolo di principe di Palestrina passerà ai Barberini, ritornando successivamente ancora una volta ai Colonna di Sciarra con l'estinzione della casata dei Barberini in quella dei Colonna.
Nel 1610 il re di Spagna lo nominò cavaliere dell'Ordine del Toson d'oro.
Morì in località ignota l'11 dicembre 1636.

## Matrimonio e figli
Francesco sposò nel 1594 Ersilia Sforza di Valmontone (c. 1575 - 6 maggio 1633), figlia di Federico, signore di Valmontone, e di sua moglie Beatrice Orsini dei duchi di San Gemini. La coppia ebbe i seguenti eredi:
- Artemisia[3] (c. 1600 - 1º novembre 1615)[5], sposò nel 1614 Federico Cesi, II duca di Acquasparta
- Giulio Cesare[3] (1602 - 1681), II principe di Carbognano, sposò in prime nozze Isabella Farnese ed in seconde nozze Margherita Ravignani Sforza Manzuoli
- Giacomo[3] (1603 - 1º maggio 1653), referendario del Supremo Tribunale della Signatura di Grazia e Giustizia.
- Agapito[3]

## Albero genealogico
|                                                            |                                                   |                                                     | Genitori                                       |  |  | Nonni |  |  | Bisnonni                                            |  |  | Trisnonni                                         |  |
|                                                            |                                                   |                                                     |                                                |  |  |       |  |  | Francesco Colonna di Sciarra, signore di Palestrina |  |  | Stefano Colonna di Sciarra, signore di Palestrina |  |
|                                                            |                                                   |                                                     |                                                |  |  |       |  |  | Francesco Colonna di Sciarra, signore di Palestrina |  |  | Stefano Colonna di Sciarra, signore di Palestrina |  |
|                                                            |                                                   | Eugenia Farnese                                     |                                                |  |  |       |  |  | Francesco Colonna di Sciarra, signore di Palestrina |  |  |                                                   |  |
| Stefano Colonna di Sciarra, signore di Palestrina          |                                                   |                                                     |                                                |  |  |       |  |  | Francesco Colonna di Sciarra, signore di Palestrina |  |  |                                                   |  |
|                                                            |                                                   | Orsina Orsini                                       |                                                |  |  |       |  |  |                                                     |  |  |                                                   |  |
|                                                            |                                                   |                                                     |                                                |  |  |       |  |  |                                                     |  |  |                                                   |  |
|                                                            |                                                   |                                                     |                                                |  |  |       |  |  |                                                     |  |  |                                                   |  |
| Giulio Cesare Colonna di Sciarra, I principe di Palestrina |                                                   |                                                     |                                                |  |  |       |  |  |                                                     |  |  |                                                   |  |
|                                                            |                                                   | Niccolò Franciotti Della Rovere, signore di Gallese | Gianfrancesco Franciotti                       |  |  |       |  |  |                                                     |  |  |                                                   |  |
|                                                            |                                                   | Niccolò Franciotti Della Rovere, signore di Gallese | Gianfrancesco Franciotti                       |  |  |       |  |  |                                                     |  |  |                                                   |  |
|                                                            |                                                   | Niccolò Franciotti Della Rovere, signore di Gallese | Luchina della Rovere                           |  |  |       |  |  |                                                     |  |  |                                                   |  |
| Elena Franciotti Della Rovere                              |                                                   | Niccolò Franciotti Della Rovere, signore di Gallese |                                                |  |  |       |  |  |                                                     |  |  |                                                   |  |
|                                                            |                                                   | Laura Migliorati Orsini                             | Orsino Migliorati Orsini                       |  |  |       |  |  |                                                     |  |  |                                                   |  |
|                                                            |                                                   | Laura Migliorati Orsini                             | Orsino Migliorati Orsini                       |  |  |       |  |  |                                                     |  |  |                                                   |  |
|                                                            |                                                   | Laura Migliorati Orsini                             | Giulia Farnese                                 |  |  |       |  |  |                                                     |  |  |                                                   |  |
| Francesco Colonna di Sciarra, I principe di Carbognano     |                                                   | Laura Migliorati Orsini                             |                                                |  |  |       |  |  |                                                     |  |  |                                                   |  |
|                                                            | Giovan Francesco Orsini, VIII conte di Pitigliano | Ludovico Orsini, VII conte di Pitigliano            |                                                |  |  |       |  |  |                                                     |  |  |                                                   |  |
|                                                            | Giovan Francesco Orsini, VIII conte di Pitigliano | Ludovico Orsini, VII conte di Pitigliano            |                                                |  |  |       |  |  |                                                     |  |  |                                                   |  |
|                                                            | Giovan Francesco Orsini, VIII conte di Pitigliano | Giulia Conti                                        |                                                |  |  |       |  |  |                                                     |  |  |                                                   |  |
| Niccolò Orsini, IX conte di Pitigliano                     | Giovan Francesco Orsini, VIII conte di Pitigliano |                                                     |                                                |  |  |       |  |  |                                                     |  |  |                                                   |  |
|                                                            |                                                   | Ersilia Caetani                                     | Guglielmo Caetani, signore di Sermoneta        |  |  |       |  |  |                                                     |  |  |                                                   |  |
|                                                            |                                                   | Ersilia Caetani                                     | Guglielmo Caetani, signore di Sermoneta        |  |  |       |  |  |                                                     |  |  |                                                   |  |
|                                                            |                                                   | Ersilia Caetani                                     | Francesca Conti                                |  |  |       |  |  |                                                     |  |  |                                                   |  |
| Artemisia Orsini di Pitigliano                             |                                                   | Ersilia Caetani                                     |                                                |  |  |       |  |  |                                                     |  |  |                                                   |  |
|                                                            |                                                   | Giovanni Antonio Orsini, conte di Nerola            | Francesco Orsini, IV duca di Gravina           |  |  |       |  |  |                                                     |  |  |                                                   |  |
|                                                            |                                                   | Giovanni Antonio Orsini, conte di Nerola            | Francesco Orsini, IV duca di Gravina           |  |  |       |  |  |                                                     |  |  |                                                   |  |
|                                                            |                                                   | Giovanni Antonio Orsini, conte di Nerola            | Maria Todeschini Piccolomini                   |  |  |       |  |  |                                                     |  |  |                                                   |  |
| Livia Orsini                                               |                                                   | Giovanni Antonio Orsini, conte di Nerola            |                                                |  |  |       |  |  |                                                     |  |  |                                                   |  |
|                                                            |                                                   | Cornelia di Capua                                   | Bartolomeo III di Capua, IX conte di Altavilla |  |  |       |  |  |                                                     |  |  |                                                   |  |
|                                                            |                                                   | Cornelia di Capua                                   | Bartolomeo III di Capua, IX conte di Altavilla |  |  |       |  |  |                                                     |  |  |                                                   |  |
|                                                            |                                                   | Cornelia di Capua                                   | Roberta Boccapianola                           |  |  |       |  |  |                                                     |  |  |                                                   |  |
|                                                            |                                                   | Cornelia di Capua                                   |                                                |  |  |       |  |  |                                                     |  |  |                                                   |  |